# 哈莫尼鎮區 (密蘇里州華盛頓縣)
哈莫尼鎮區（英語：Harmony Township）是位於美國密蘇里州華盛頓縣的一個行政鎮區。

## 地方資料
哈莫尼鎮區的面積為209.04平方千米，當中陸地面積為208.33平方千米，而水域面積為0.071平方千米。根據2020年美國人口普查的數據，當地共有人口349人，而人口密度為每平方千米1.67人。